# The Wicked + The Divine
The Wicked + The Divine – amerykańska seria komiksowa stworzona przez scenarzystę Kierona Gillena i rysownika Jamiego McKelviego, ukazująca się w formie miesięcznika od czerwca 2014 nakładem wydawnictwa Image Comics. Po polsku cztery pierwsze tomy zbiorcze opublikowało wydawnictwo Mucha Comics.

## Fabuła
Utrzymana w konwencji fantasy seria opowiada o dwunastu bogach z różnych kultur, którzy co dziewięćdziesiąt lat wcielają się w wybranych śmiertelników i po dwóch latach kończą ziemską egzystencję. Na początku XXI wieku przyjmują postać celebrytów – gwiazd muzyki. Wszystko się zmienia, gdy jedna z nadprzyrodzonych istot dopuszcza się morderstwa. Podejrzenie pada na Lucyfera.

## Tomy zbiorcze
| Tom | Tytuł i rok wydania polskiego | Tytuł i rok wydania oryginalnego | Zawartość                                                                          |
| --- | ----------------------------- | -------------------------------- | ---------------------------------------------------------------------------------- |
| 1   | Faustowska zagrywka (2017)    | The Faust Act (2014)             | The Wicked + The Divine #1–5                                                       |
| 2   | Fandemonium (2018)            | Fandemonium (2015)               | The Wicked + The Divine #6–11                                                      |
| 3   | Komercyjne samobójstwo (2019) | Commercial Suicide (2016)        | The Wicked + The Divine #12–17                                                     |
| 4   | Eskalacja (2020)              | Rising Action (2016)             | The Wicked + The Divine #18–22                                                     |
| 5   |                               | Imperial Phase Part 1 (2017)     | The Wicked + The Divine #23–28                                                     |
| 6   |                               | Imperial Phase Part 2 (2018)     | The Wicked + The Divine #29–33                                                     |
| 7   |                               | Mothering Invention (2018)       | The Wicked + The Divine #34–39                                                     |
| 8   |                               | Old is the New New (2019)        | The Wicked + The Divine 455 A.D., 1373, 1831, 1923, Christmas Annual & The Funnies |
| 9   |                               | Okay (2019)                      | The Wicked + The Divine #40–45                                                     |